# Casa I. I. Purcăreanu din Pitești
Casa I. I. Purcăreanu este un monument istoric aflat pe teritoriul municipiului Pitești.

## Scurt istoric
Construită în jurul anului 1874, a fost  dată ca dotă la 16 ianuarie 1896 de către Ioan I Purcăreanu, senator și președinte PNL Argeș, lui Alexandru Fostiropol. După incendiul din iunie 1899, a fost refăcută în 1900, având după aceea multiple destinații: sală de teatru, de cinematograf („Oituz”), Ateneu Popular, Cămin Cultural, ș.a. După restaurarea din 1953-1955, a fost timp de aproape 25 de ani sediul Restaurantului Argeș, astăzi având tot destinație comercială. 